# Hauptstraße C21
Die Hauptstraße C21 im Süden Namibias zweigt bei Maltahöhe von der Hauptstraße C19 ab und führt in nordöstlicher Richtung über Kalkrand, wo sie die Nationalstraße B1 kreuzt. Von dort verläuft sie weiter nach Hoachanas, wo sie in die Hauptstraße C15 einmündet.